# Tomáš Krýza
Tomáš Krýza (13. prosince 1838, Jindřichův Hradec - 31. května 1918, Jindřichův Hradec) byl jindřichohradecký měšťan a punčochářský mistr, který vytvořil slavný betlém, kterému se dnes říká Krýzovy jesličky.
V 9 letech údajně inspirován strýcem, který stavěl jesličky, prohlásil: "Až budu velký, postavím také takové jesličky, ale ještě větší a krásnější." V 18 letech začal pracovat na svém díle. Od té doby se 60 let prakticky denně věnoval realizaci Krýzových jesliček.